# Doroteusz (Murdzukos)
Doroteusz, imię świeckie Doroteos Murdzukos (ur. 1947 w Megarze) – grecki duchowny prawosławny, od 2009 biskup pomocniczy metropolii Megary i Salaminy ze stolicą tytularną w Eleusis.

## Życiorys
Święcenia diakonatu przyjął w 1972, a prezbiteratu w 1973. Chirotonię biskupią otrzymał 7 listopada 2009.